# Atractus boimirim
Atractus boimirim — вид змій родини полозових (Colubridae). Ендемік Бразилії. Описаний у 2016 році.

## Поширення і екологія
Atractus boimirim поширені в Бразильській Амазонії, в штатах Рондонія і Амазонас. Вони живуть у вологих рівнинних тропічних лісах.